# دريان (شبستر)
دريان هي قرية في مقاطعة شبستر، إيران. عدد سكان هذه القرية هو 3,954 في سنة 2006.